# Титизе-Нојштат
Титизе-Нојштат (њем. Titisee-Neustadt) град је у њемачкој савезној држави Баден-Виртемберг. Једно је од 50 општинских средишта округа Брајсгау-Хохшварцвалд. Према процјени из 2010. у граду је живјело 11.819 становника. Посједује регионалну шифру (AGS) 8315113.

## Географски и демографски подаци
Титизе-Нојштат се налази у савезној држави Баден-Виртемберг у округу Брајсгау-Хохшварцвалд. Град се налази на надморској висини од 849 метара. Површина општине износи 89,7 km². У самом граду је, према процјени из 2010. године, живјело 11.819 становника. Просјечна густина становништва износи 132 становника/km².

## Међународна сарадња
| Мјесто          | Држава               | Врста сарадње | Од    |
| --------------- | -------------------- | ------------- | ----- |
| Лејтон-Линслејд | Уједињено Краљевство | партнерство   | 1991. |
|                 | Француска            | партнерство   | 1971. |
| Извор           |                      |               |       |